# Herb gminy Szreńsk
Herb gminy Szreńsk – symbol gminy Szreńsk.

## Wygląd i symbolika
Herb przedstawia na tarczy w polu niebieskim srebrną literę „S”, przeszytą złotą strzałą w pas. Jest to nawiązanie do historycznego herbu miasta Szreńsk.